# Trois Histoires pour enfants
Le Trois Histoires pour enfants sono un ciclo di canzoni per voce e pianoforte composte da Igor' Fëdorovič Stravinskij fra il 1915 e il 1917.

## Storia
Nel 1906 Stravinskij aveva scritto un primo gruppo di canti ispirati a testi popolari che evocavano i suoi ricordi della fanciullezza, i Trois souvenirs de mon enfance; sulla stessa linea di rievocazione scrisse le Trois Histoires pour enfants.
 La prima a essere scritta fu la Chanson de l'ours che risale al 15 dicembre 1915 e fu composta a Morges come le altre due. Stravinskij scrisse poi Tilimbom il 22 maggio 1917, mentre Les canards, les cygnes et les oies fu terminata il 21 giugno dello stesso anno. I testi sono tratti da storie popolari russe e furono poi tradotti in francese dallo scrittore svizzero Charles-Ferdinand Ramuz amico del musicista; le canzoni furono pubblicate solo nel 1920 con un ordine diverso da quello della composizione: Tilimbom, Les canards, les cygnes et les oies e L'ours.

## Analisi
La prima canzone è una filastrocca che ha per protagonisti degli animali: la casa della capra è in fiamme; accorrono in soccorso il gallo, la gallina e il gatto mentre il caprone, indifferente, è solo seccato per il trambusto. La parte pianistica sottolinea con efficacia l'insistente suono della piccola campana suonata dal gatto per richiamare l'attenzione sull'incendio: "Tilimbom, tilimbom, c'est la cloche du feu qui sonne...".
 Tilimbom fu poi rivista da Stravinskij in una versione per voce e orchestra a Biarritz nel 1923 per un concerto della cantante Vera Janacopulos.
Il secondo brano, Les canards, les cygnes et les oies, è una ninna nanna composta dal musicista, su parole di sua invenzione, per la sua bambina. La musica, in maniera divertita, richiama il petulante starnazzamento degli animali. Il brano si può avvicinare alle Pribautki scritte da Stravinskij nello stesso periodo.
L'ultimo brano, L'ours, si ispira a una favola popolare di Afanas'ev. Un vecchio, andando nel bosco in cerca di legna, si scontra con un orso; l'uomo prende un'ascia,  gli stacca una zampa e fugge. L'orso, con un ramo, ricostruisce l'arto perduto e raggiunge la casa dove vive il vecchio con la moglie; riesce a entrare e a trovare i due che si erano nascosti e li uccide. Il pianoforte qui non ha una parte sviluppata, ma solo il continuo monotono ripetersi di un basso ostinato su due sole note che fa immaginare l'incedere pesante dell'orso.
Stravinskij si appassionò molto e si divertì nello scrivere queste piccole composizioni perché, trasportando la poesia nella parte cantata, poteva ignorare totalmente gli accenti originali dei versi russi, creando così molteplici possibilità musicali.
Questi tre pezzi, unitamente a Pribautki e alle Berceuses du chat, si possono considerare i diretti progenitori di Renard.